# Emil Merz

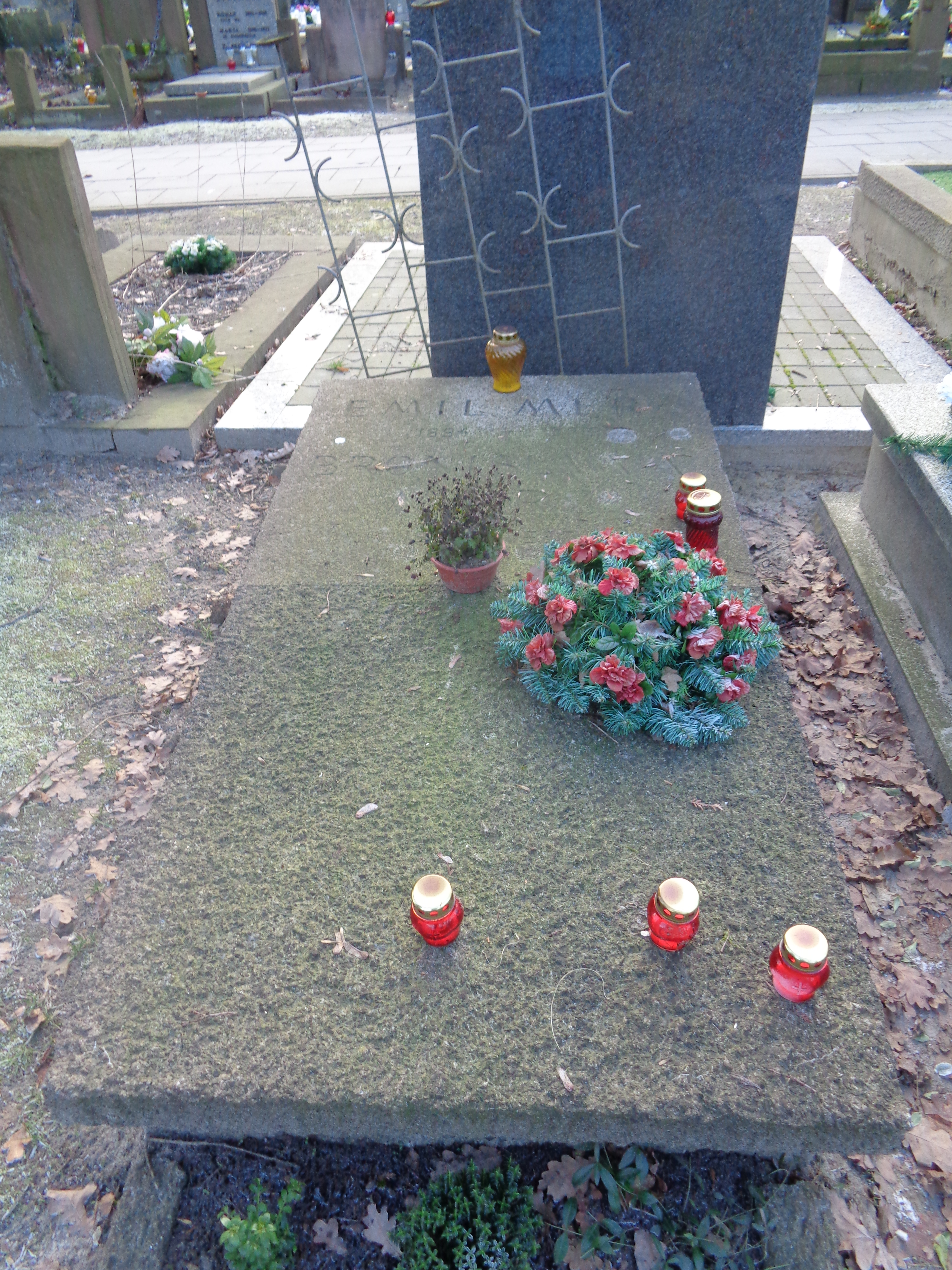
Grób Emilla Merza na cmentarzu wojskowym na Powązkach

Emil Merz (ur. 27 grudnia 1897 w Tarnowie, zm. 18 kwietnia 1972 w Warszawie) – polski adwokat, funkcjonariusz Ministerstwa Bezpieczeństwa Publicznego, sędzia Sądu Najwyższego PRL. W latach 1950–1954 uczestniczył w procesach stalinowskich, m.in. skazał na śmierć gen. Augusta Emila Fieldorfa.

## Życiorys
Był synem Salomona i Reginy. Pochodził z rodziny żydowskiej. Ojciec był sędzią Sądu Okręgowego. W Tarnowie ukończył gimnazjum klasyczne. W 1917 ukończył studia na Wydziale Prawa Uniwersytetu w Wiedniu, uzyskując doktorat obojga praw. Lata 1917–1924 spędził jako aplikant sądowy, a następnie adwokacki w rodzinnym mieście. Od 1925 aktywny działacz Międzynarodowej Organizacji Pomocy Rewolucjonistom angażujący się w obronę w sprawach politycznych. Od 1928 pracował jako adwokat w Tarnowie, a od 1938 w Warszawie.
Od 6 kwietnia 1943 do 1944 był żołnierzem 1 Warszawskiej Dywizji Piechoty. Następnie służył w aparacie bezpieczeństwa 1 Armii Wojska Polskiego. W latach 1944–1948 funkcjonariusz Ministerstwa Bezpieczeństwa Publicznego. W 1946 w stopniu kapitana. W MBP od 16 stycznia 1946 był zastępcą kierownika Wydziału Szkoleniowego w Zarządzie Personalnym, a od 14 marca 1946 do 15 lipca 1948 naczelnikiem tego wydziału. Od 25 listopada 1947 był p.o. dyrektora Szkoły MBP w Legionowie. Od 15 lipca 1948 pracował w Ministerstwie Obrony Narodowej. W 1949 został naczelnikiem Wydziału Szkół Prawniczych Departamentu Szkolenia Kadr i Zawodów Prawniczych Ministerstwa Sprawiedliwości.
W 1949 został sędzią Sądu Najwyższego, gdzie przez cztery lata stał na czele tajnego wydziału III Izby Karnej, sekcji rozpoznającej odwołania od wyroków sądów pierwszej instancji. W 1952 orzekał najczęściej oraz najczęściej był sędzią sprawozdawcą spośród sędziów tej sekcji. Z 34 wyroków kar śmierci orzeczonych w I instancji utrzymał 14. W tym samym roku uczestniczył w utrzymaniu 10 orzeczonych wcześniej kar śmierci. Istotną rolę pełnił między innymi w mordzie sądowym na gen. Fieldorfie. Najpierw 20 października 1952 przewodniczył posiedzeniu odbywającym się w trybie tajnym, które pod nieobecność oskarżonego zatwierdziło wyrok śmierci wydany wcześniej pod przewodnictwem sędzi Marii Górowskiej. Następnie 12 grudnia 1952 wraz z sędziami Gustawem Auscalerem i Igorem Andrejewem z sekcji tajnej negatywnie zaopiniował prośbę o ułaskawienie.
Jego praca w Sądzie Najwyższym była przedmiotem postępowania dyscyplinarnego wszczętego na wniosek komisji powołanej na fali października 1956 przez ministra sprawiedliwości Zofię Wasilkowską do zbadania działalności sekcji tajnych w organach sądowniczych. Choć formalnie uwolniono go od zarzutów organizacji tajnej sekcji w Sądzie Najwyższym, ustalono wyjątkową aktywną i inspirującą rolę w rozstrzyganiu spraw o charakterze politycznym. Po niepełnej analizie działalności sędziowskiej Emila Merza za rażące naruszenie prawa uznano 16 spraw. Mimo tego orzekał w Sądzie Najwyższym, aż do osiągnięcia wieku emerytalnego w 1962, gdy otrzymał rentę specjalną. Na emeryturze publikował prace i artykuły z zakresu prawa m.in. w piśmie  „Państwo i Prawo”. W śledztwie w sprawie mordu sądowego na gen. Fieldorfie wszczętym w 1992 przez Główną Komisję Badania Zbrodni przeciwko Narodowi Polskiemu był jednym z podejrzanych. Z powodu wcześniejszej śmierci nie poniósł żadnych konsekwencji.
Zmarł 18 kwietnia 1972 w Warszawie. Został pochowany na Cmentarzu Wojskowym na Powązkach w Warszawie (kwatera B17-7-20).

## Odznaczenia i ordery
- Krzyż Oficerski Orderu Odrodzenia Polski (1954)[10]
- Krzyż Kawalerski Orderu Odrodzenia Polski (1946)[11]